# Pedro Núñes
Pedro Núñez fue un noble castellano, maestre de la Orden de Santa María de España y posteriormente de la Orden de Santiago desde 1280 a 1286, tras la muerte de Gonzalo Ruiz Girón, durante el reinado de Alfonso X de Castilla.

## Biografía
La Orden de Santa María de España, fundada por iniciativa del rey Alfonso X de Castilla, tuvo como Maestre a Pedro Núñez, pero tras el Desastre de Moclín y la casi aniquilación de la Orden de Santiago, desapareció para poder asegurar que ésta sobreviviera. De esta forma, Alfonso X decidió que los caballeros de Santa María serían integrados en la Orden de Santiago.
| Predecesor: Gonzalo Ruiz Girón | Maestre de la Orden de Santiago 1280 - 1286 | Sucesor: Gonzalo Martel |